# Edin Sprečo
Edin Sprečo (Sarajevo, 19 aprile 1947 – Sarajevo, 12 maggio 2020) è stato un calciatore jugoslavo, di ruolo centrocampista.

## Carriera

### Nazionale
Debutta con la Jugoslavia il primo gennaio 1967 nell'amichevole in esterna vinta 2-1 contro i Paesi Bassi. La sua ultima partita in nazionale risale invece al 4 giugno 1969 nella qualificazione mondiale contro la Finlandia, terminata 5-1 in favore dei Plavi.
Ha indossato la maglia rosso-blu-bianca per un totale di tre partite andando a rete due volte.

## Statistiche

### Cronologia presenze e reti in nazionale
| Cronologia completa delle presenze e delle reti in nazionale ― Jugoslavia | Cronologia completa delle presenze e delle reti in nazionale ― Jugoslavia | Cronologia completa delle presenze e delle reti in nazionale ― Jugoslavia | Cronologia completa delle presenze e delle reti in nazionale ― Jugoslavia | Cronologia completa delle presenze e delle reti in nazionale ― Jugoslavia | Cronologia completa delle presenze e delle reti in nazionale ― Jugoslavia | Cronologia completa delle presenze e delle reti in nazionale ― Jugoslavia | Cronologia completa delle presenze e delle reti in nazionale ― Jugoslavia |
| Data                                                                      | Città                                                                     | In casa                                                                   | Risultato                                                                 | Ospiti                                                                    | Competizione                                                              | Reti                                                                      | Note                                                                      |
| ------------------------------------------------------------------------- | ------------------------------------------------------------------------- | ------------------------------------------------------------------------- | ------------------------------------------------------------------------- | ------------------------------------------------------------------------- | ------------------------------------------------------------------------- | ------------------------------------------------------------------------- | ------------------------------------------------------------------------- |
| 1-11-1967                                                                 | Rotterdam                                                                 | Paesi Bassi                                                               | 1 – 2                                                                     | Jugoslavia                                                                | Amichevole                                                                | -                                                                         |                                                                           |
| 12-11-1967                                                                | Belgrado                                                                  | Jugoslavia                                                                | 4 – 0                                                                     | Albania                                                                   | Qual. Euro 1968                                                           | 1                                                                         |                                                                           |
| 4-6-1969                                                                  | Helsinki                                                                  | Finlandia                                                                 | 1 – 5                                                                     | Jugoslavia                                                                | Qual. Mondiali 1970                                                       | 1                                                                         |                                                                           |
| Totale                                                                    |                                                                           | Presenze                                                                  | 3                                                                         |                                                                           | Reti                                                                      | 2                                                                         |                                                                           |

## Palmarès

### Club

#### Competizioni nazionali
- Campionato jugoslavo: 1

Željezničar: 1971-1972